# 1406
سنة 1406 كانت سنة بسيطة تبدأ يوم الجمعة (الرابط يظهر نموذج التقويم الكامل للسنة) من التقويم اليولياني.

## مواليد
- ابن إمام الكاملية فقيه سني شافعي
- بهلول اللودهي

## وفيات
- ابن خلدون